# Елио Ди Рупо
Елио Ди Рупо (на френски: Elio Di Rupo) е валонски политик от Социалистическата партия и от 6 декември 2011 до 11 октомври 2014 година министър-председател на Белгия.

## Биография

### Ранен живот и образование
Ди Рупо е роден на 18 юли 1951 година в Морланвелз, Белгия, в семейство на италиански имигранти.
Той завършва специалност „Химия“ в университета на Монс.

#### Политическа кариера
От 1994 до 1999 година е вицепремиер в правителството на Жан-Люк Деан, в което последователно е министър на публичните предприятия (1994 – 1995) и на икономиката (1995 – 1999). През 1999 година оглавява Социалистическата партия, а от 2000 година насам е кмет на Монс. На два пъти, от 1999 до 2000 и от 2005 до 2007 година е министър-председател на Валония. След неуспеха на социалистите на федералните избори през 2007 година се оттегля от този пост, за да се концентрира върху ръководството на Социалистическата партия.
Елио Ди Рупо е сред основните фигури в сложните политически преговори, последвали парламентарните избори от 2010 година, и по време на кризата е кандидат за правителствен ръководител. На 5 декември 2011 г., след постигнато споразумение от страна на политическите партии, които да съставят широко коалиционно правителство на Социалистическа партия – различни, Социалистическа партия (френскоезична Белгия), Християндемократи и фламандци, Хуманистичен демократичен център, Открити фламандски либерали и демократи и Реформаторско движение, Ди Рупо е посочен от краля на Белгия за министър-председател.
Елио Ди Рупо е един от малкото открито хомосексуални министър-председатели в света и вероятно първият в Европейския съюз.